# Carl Baumann (Politiker, 1868)

Carl Baumann

Carl Baumann (* 31. Dezember 1868 in Frechen bei Köln; † 12. März 1939 ebenda) war ein deutscher Politiker (Zentrum).

## Leben und Wirken
Nach dem Besuch der Elementarschule und des Gymnasiums wurde Baumann zum Landwirt ausgebildet. Nach mehreren Lehrjahren auf fremden Gütern übernahm er das Gut seiner Eltern in Kerpen (Haus Forst). Auf kommunaler Ebene wurde er Gemeinderats- und Bürgermeisterratsmitglied sowie Beigeordneter und stellvertretender Vorsitzender des Kirchenvorstandes. Hinzu kam ein Ehrenamt als landwirtschaftlicher Sachverständiger für den Oberlandesgerichtsbezirk in Köln. Ferner war er erster Vorsitzender des landwirtschaftlichen Arbeitgeberverbandes in Köln sowie Vorstandsmitglied der Christlichen Bauernschaft.
Politisch engagierte Baumann sich in der katholischen Zentrumspartei, für die er von Juni 1920 bis Mai 1924 als Abgeordneter für den Wahlkreis 23 (Köln-Aachen) im Reichstag saß. Im Dezember 1924 wurde er in den Preußischen Landtag gewählt, dem er bis 1928 angehörte.

## Schriften
- Leitfaden der Milchkunde für Milchländer. Hildesheim 1932.